# Недоля (міфологія)
Недо́ля — персонаж східнослов'янської міфології, злий дух, супротивниця Долі. Постійно пробує завдати людині якоїсь шкоди. Доля допомагає працьовитим, беручким і дбайливим. Якщо ж людна не ладнає з Долею, то взамін отримує Недолю. Прийнято вважати, що Недоля є карою за скоєні людиною власні гріхи, або ж навіть гріхи предків. Недоля – нещаслива, зла доля.

## Уявлення
Доля і Недоля, в уявленнях слов'ян, уособлені в образах сестер-прях. Сестра-Доля пряде гарну, міцну, золоту шовкову нитку. Натомість, сестра-Недоля пряде недбало і нитка у неї виходить тонка і така, що може у будь-який момент обірватися. Схожі парні образи сестер-прях трапляються і в інших міфілогічних культурах і традиціях.  